# Pfarrhaus (Aitrang)

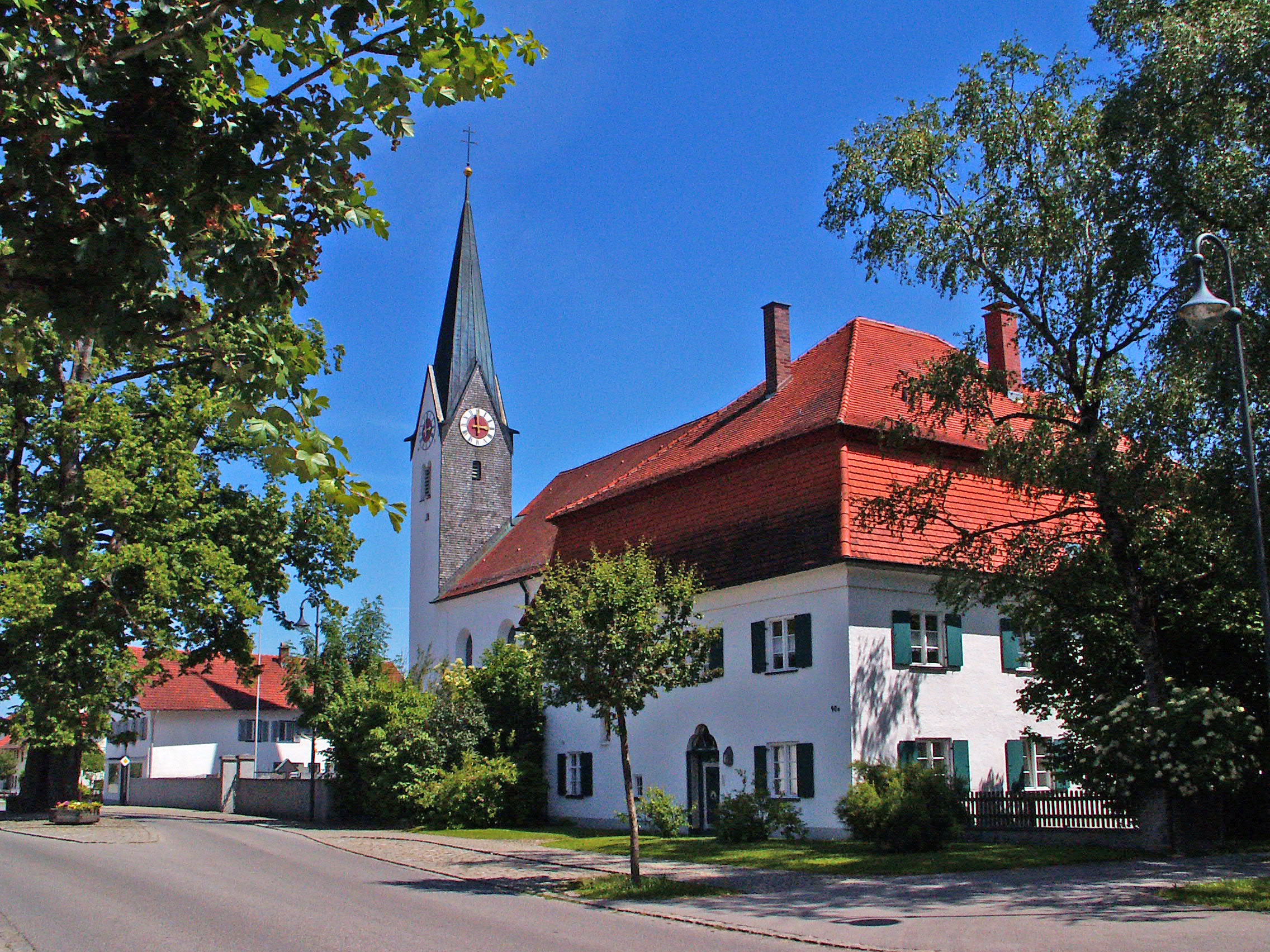
Pfarrhaus und Kirche St. Ulrich in Aitrang

Das Pfarrhaus in Aitrang, einer Gemeinde im Landkreis Ostallgäu im bayerischen Regierungsbezirk Schwaben, wurde 1797 errichtet. Das Pfarrhaus an der Lindenstraße 40a, westlich der katholischen Pfarrkirche St. Ulrich ist ein geschütztes Baudenkmal.
Das zweigeschossige Gebäude mit Mansardwalmdach und vier Fensterachsen an der straßenseitigen Fassade besitzt ein barockes Portal mit dreigeteiltem Oberlicht.
An der gleichen Langseite des Pfarrhauses befindet sich eine Nische mit einer Skulptur der Maria mit Kind.